# Streckenfernsprecher

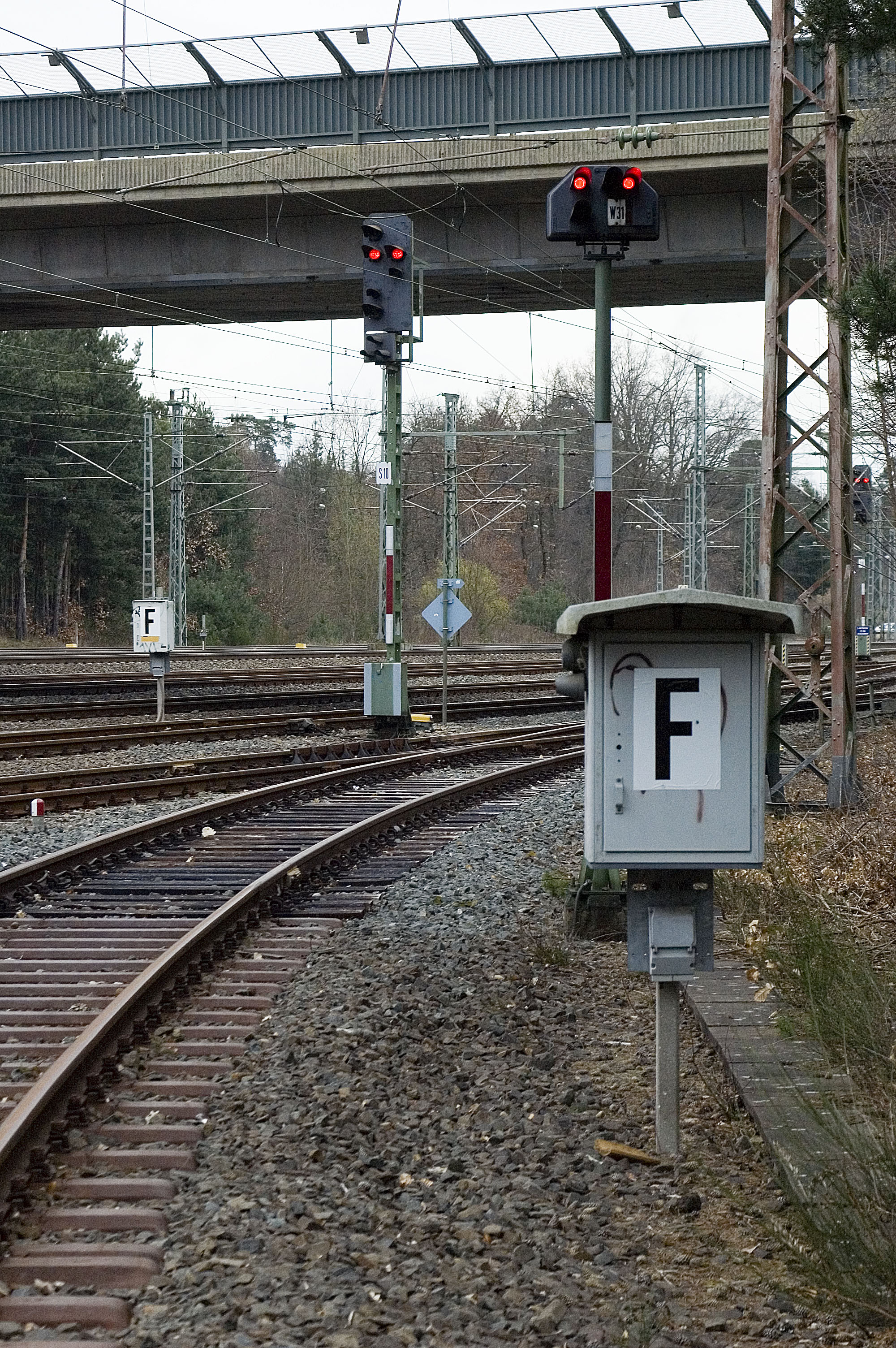
Streckenfernsprecher

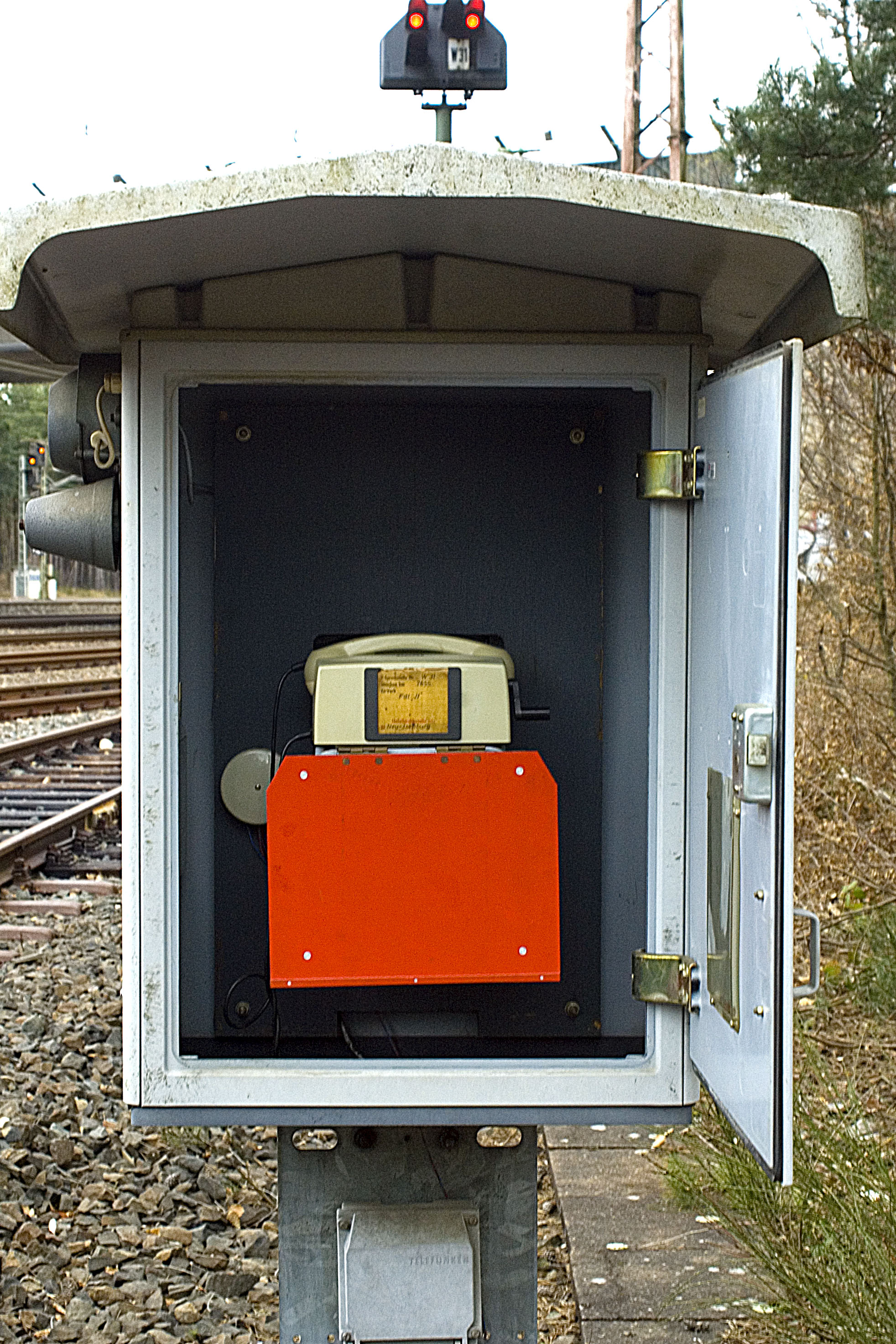
Geöffneter Streckenfernsprechschrank

Ein Streckenfernsprecher ist eine Kommunikationseinrichtung an einer Eisenbahnstrecke oder bei einer Betriebsstelle, mit der Bahnmitarbeiter andere Betriebsstellen erreichen können. Streckenfernsprecher an unbesetzten Stellen sind in Kästen oder Buden mit Vierkantverschluss untergebracht, um sie gegen Missbrauch und Witterungseinflüsse zu schützen. Gekennzeichnet sind diese Kästen mit einem schwarzen F auf weißem Grund. Sie stehen auf freier Strecke in vorgegebenen Abständen. Davon zu unterscheiden sind Signalfernsprecher, die Funktionsweise ist aber grundsätzlich gleich.

## Nutzung

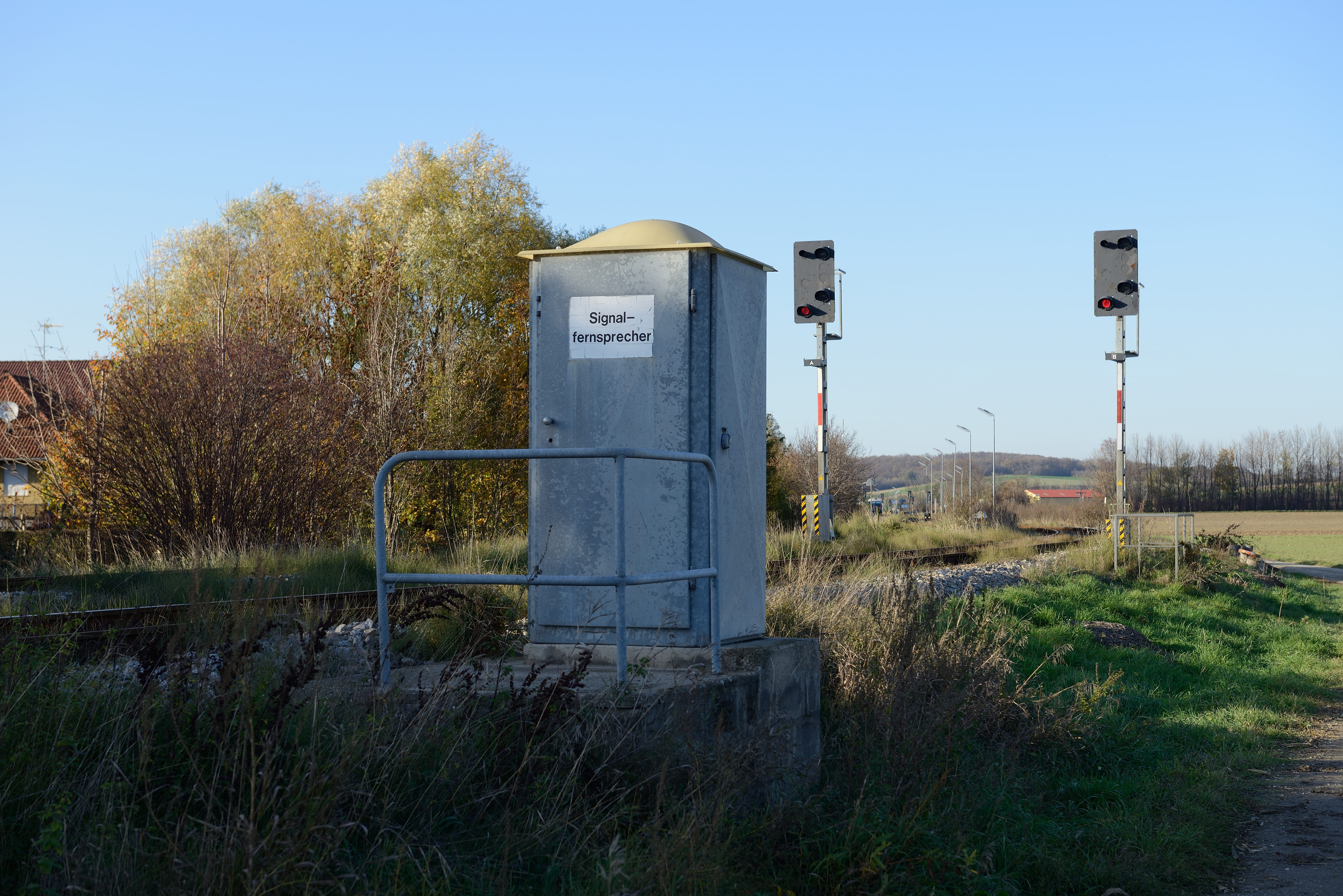
Signalfernsprecher im Bahnhof Groß Schweinbarth (Niederösterreich)

Hauptsächlich wird die Streckenfernsprechverbindung an Strecken mit älterer Sicherungstechnik zur Verständigung zwischen Stellwerken benutzt. Zugmeldungen werden durch ein besonderes Rufsignal in Form eines langen Tones angekündigt. Die Zugmeldung wird von den dazwischen liegenden Betriebsstellen wie Schrankenposten und Blockstellen mitgehört. Das Mithören der Zugmeldung ist vor allem für die Schrankenposten wichtig, damit diese wissen, dass die Schranken geschlossen werden müssen.
Auch bei Bauarbeiten spielen die Fernsprecher eine wichtige Rolle. Sie werden zur Kommunikation zwischen dem Aufsichtsführenden vor Ort und dem Fahrdienstleiter genutzt. In der Vergangenheit war es üblich, dass sich Arbeitsgruppen mit einem tragbaren Fernsprecher in die Streckenfernsprechleitung einschalteten. Diese Zugmelderotten erhielten Zugmeldungen wie Schrankenwärter. Zum Auffinden der entsprechenden Adern ist die Streckenfernsprechleitung, wenn sie als Freileitung geführt wird, an jedem zweiten Stützpunkt durch S-förmige Drahthaken gekennzeichnet. Darüber hinaus kann es insbesondere bei Oberbauarbeiten an zweigleisigen Strecken erforderlich sein, zugbediente Wegübergangssicherungsanlagen, die nicht auf die Außerbetriebnahme eines Gleises vorbereitet sind, außer Betrieb zu nehmen und ersatzweise durch Posten zu sichern. Daher ist an jedem Bahnübergang ein solcher Fernsprecher zu finden, mit dem dann der Bahnübergangsposten benachrichtigt wird.
Für die Kommunikation zwischen Triebfahrzeugführer und Betriebsstellen hat der Zugfunk die Streckenfernsprecherverbindung weitgehend abgelöst. Es existieren jedoch weiterhin Strecken ohne Zugfunk. Im Falle eines Ausfalls des Zugfunks dienen die Streckenfernsprecher als Rückfallebene. Am Streckenfernsprecher kann der Triebfahrzeugführer mindestens die Fahrdienstleiter der benachbarten Zugmeldestellen erreichen. Je nach Bedarf können auch weitere Teilnehmer gerufen werden, zum Beispiel Schrankenposten, Blockstellen, Bediener von anderen Stellwerken oder weitere Fernsprechstellen. Betriebsstellen, die von Fernsteuer- oder Betriebszentralen gesteuert werden, waren – mittels einer digitalen Kommunikationsschnittstelle vor Ort – auch an herkömmliche, analoge Streckenfernsprechverbindungen angebunden, da zu damaliger Zeit sichergestellt werden musste, dass temporär eingesetzte Bahnübergangsposten oder Mitarbeiter von Arbeitsstellen die betriebsführenden Stellen ohne Wahlvorgang erreichen können. Durch die Einführung des Digitalfunks GSM-R wurden die Streckenfernsprechverbindungen an ferngesteuerten Strecken durch das Betriebsprogramm Fernsprechverbindungen betriebsführender Stellen (FbS) größernteils abgelöst. Bei Strecken, die FbS unterstützen, werden vordefinierte virtuelle Konferenzschaltungen zwischen ortsfesten Teilnehmern (Fahrdienstleiter der benachbarten Bahnhöfe) eingerichtet, in die sich mobile Teilnehmer wie Bahnübergangsposten mit einem GSM-R-Handy einschalten können.
Im Zugleitbetrieb werden Fernsprecher je nach Strecke auch für Zuglaufmeldungen verwendet.
Gespräche, die über die Streckenfernsprecher geführt werden, müssen nach § 16 Absatz 2 Eisenbahn-Bau- und Betriebsordnung in der Regel durch Sprachspeicher aufgezeichnet werden. Je nach Betriebsverfahren und Vorschriften für einzelne Strecken müssen Gespräche im Fernsprechbuch nachgewiesen werden.

## Technik

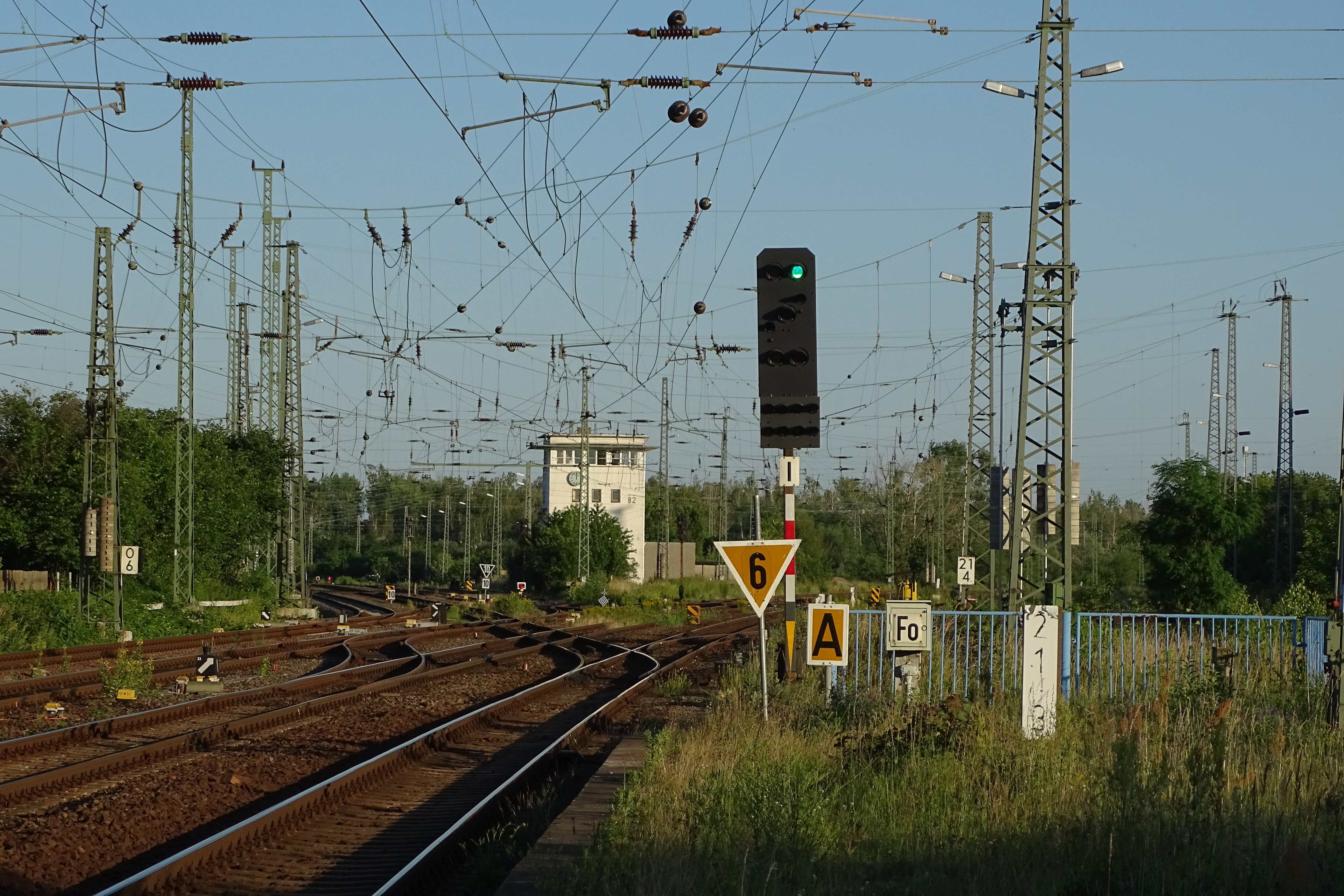
Fernsprecher mit Aufschrift „Fo“ im Bahnhof Neukieritzsch (2020)

Strecken- und Signalfernsprechverbindungen sind OB-Leitungen. Technisch sind alle Sprechstellen parallel auf die Leitung geschaltet. Von allen Telefonen können die Gespräche mitgehört werden. Die Rufzeichen werden durch in die Endgeräte eingebaute Kurbelinduktoren erzeugt. Jedem Teilnehmer an der Strecke ist ein Rufzeichen in Form von Morsezeichen zugeordnet. An den Sprechstellen hängt dafür eine Rufzeichentafel, die alle möglichen Teilnehmer mit Standort und Rufzeichen und zusätzlich die immer gleichen Rufzeichen für Zugmelde-, Sammel- und Notruf aufführt. Die beiden Fahrdienstleiter erhalten üblicherweise die kurzen und trotzdem prägnanten Rufzeichen »a« (kurz-lang) und »n« (lang-kurz). Im Regelfall unbesetzte Stellen werden einheitlich mit zwei »u« (kurz-kurz-lang-kurz-kurz-lang) gerufen. Die Fahrdienstleitersprechstellen sind in der Regel in Allsprechstellen integriert. Bei diesen wird die Rufwechselspannung in der Regel durch einen Relais- oder elektronischen Induktor erzeugt. Diese sorgt für einen hörbar kräftigeren Klingelton. Bei Außensprechstellen und an vielen Stellwerken gibt es zusätzliche Außenwecker, damit die betreffenden Mitarbeiter den Ruf während ihrer Tätigkeit sicher hören. Fahrdienstleiter, die im Regelfall neben mindestens zwei Streckenfernsprechverbindungen an weiteren OB-Leitungen beteiligt sind, erhalten eine Anzeige zur Erkennung der Verbindung, auf der sie gerufen wurden.
Signalfernsprecher wurden im Regelfall an Einfahr- und Blocksignalen aufgestellt, bei betrieblicher Notwendigkeit auch an Ausfahrsignalen. Sie sind jeweils mit einer separaten Leitung direkt und nur mit dem zuständigen Fahrdienstleiter verbunden. Damit ist sichergestellt, dass ein dem Triebfahrzeug- oder Zugführer fernmündlich diktierter, schriftlicher Befehl nur den richtigen Empfänger erreicht. Zugmeldungen können von einem Signalfernsprecher nicht mitgehört werden. Deshalb wurden Signalfernsprecher mit einem besonderen Schild gekennzeichnet. Signalfernsprecher wurden ebenfalls durch Zugfunk und GSM-R abgelöst, sie sind nur noch an wenigen Stellen in Betrieb und auch nicht mehr als solche gekennzeichnet.
Fernsprechschränke und -buden mit der Aufschrift Fo kennzeichneten Sprechstellen von Ortsringleitungen innerhalb eines Bahnhofes. Sie wurden insbesondere für den Rangierdienst benötigt und in der Regel durch tragbare Funkgeräte abgelöst.